# Карасёво (Челябинская область)
Карасёво — посёлок в Карабашском городском округе Челябинской области России.

## География
Посёлок находится на берегу Аргазинского водохранилища, на берегу реки Миасс, на расстоянии 17 км к юго-востоку от города Карабаш, административного центра округа.

### Часовой пояс
Посёлок Карасёво, как и вся Челябинская область, находится в часовой зоне МСК+2. Смещение применяемого времени относительно UTC составляет +5:00.

## Население
| 2002 | 2010 |
| ---- | ---- |
| 7    | ↗9   |

### Половой состав
По данным Всероссийской переписи, в 2010 году численность населения посёлка составляла 9 человек (6 мужчин и 3 женщины).